# سام فينك
سام فينك (بالإنجليزية: Sam Fink)‏ (8 مايو 1993 في الولايات المتحدة - ) هو لاعب كرة قدم أمريكي في مركز الدفاع. لعب مع نادي سانت لويس.

## وصلات خارجية
- سام فينك على موقع قاعدة بيانات كرة القدم.إي يو (الإنجليزية)